# Carnoy
Carnoy là một xã ở tỉnh Somme, vùng Hauts-de-France, Pháp.

## Địa lý
Thị trấn này tọa lạc trên đường D254, khoảng 27 dặm Anh về phía đồng bắc của Amiens.

## Dân số
| 1962                                                           | 1968 | 1975 | 1982 | 1990 | 1999 |
| -------------------------------------------------------------- | ---- | ---- | ---- | ---- | ---- |
| 72                                                             | 82   | 74   | 83   | 98   | 85   |
| Số liệu điều tra dân số từ năm 1962, dân số không tính hai lần |      |      |      |      |      |